# فاضل أباد (غلستان)
فاضل أباد (بالفارسية: فاضل‌آباد) هي منطقة سكنية تقع في إيران في ناحية كمالان. يقدر عدد سكانها بـ 13,060 نسمة .